# Krampella tardenti
Krampella tardenti is een hydroïdpoliep uit de familie Laodiceidae. De poliep komt uit het geslacht Krampella. Krampella tardenti werd in 1998 voor het eerst wetenschappelijk beschreven door Gili, Bouillon & Pagès. 